# Slana
Slana é uma Região censo-designada localizada no estado americano de Alasca, no Distrito de Valdez-Cordova.

## Demografia
Segundo o censo americano de 2000, a sua população era de 124 habitantes.

## Geografia
De acordo com o United States Census Bureau, a localidade tem uma área de 657,3 km², dos quais 654,9 km² cobertos por terra e 2,4 km² cobertos por água.

## Localidades na vizinhança
O diagrama seguinte representa as localidades num raio de 88 km ao redor de Slana.